# Ga Trung Giã
Ga Trung Giã là một nhà ga xe lửa tại xã Trung Giã, huyện Sóc Sơn, thành phố Hà Nội. Nhà ga là một điểm của đường sắt Hà Nội - Quan Triều và nối với ga Đa Phúc với ga Phổ Yên.
| Ga trước Đa Phúc | Đường sắt Việt Nam Đường sắt Hà Nội - Quan Triều | Ga sau Phổ Yên |